# Jorge Santistevan de Noriega
Jorge Santistevan de Noriega (Lima, Perú, 22 de enero de 1945-18 de abril de 2012), fue un abogado peruano y el primer defensor del pueblo del Perú.

## Biografía
De ascendencia arequipeña, estudió Letras y Derecho en la Pontificia Universidad Católica del Perú, teniendo activa participación en el Teatro Universitario (TUC). Fue profesor ordinario de su alma mater y profesor de la Facultad de Derecho de la Universidad de Lima, de la Universidad Peruana de Ciencias Aplicadas y de la Academia de la Magistratura. Y profesor invitado en el Kevin School of Law de la Universidad de Florida.
En el gobierno de Alberto Fujimori, Santistevan fue designado por el Congreso de la República como el primer defensor del pueblo en marzo de 1996. Cargo que desempeñó hasta el año 2000. Además, fue vicepresidente del Instituto Internacional del Ombudsman (1996-2000) y de la Federación Iberoamericana de Ombudsman. 
También fue consultor internacional para el Banco Interamericano de Desarrollo y para la Organización de las Naciones Unidas para la Educación, la Ciencia y la Cultura y presidente de la comisión ad hoc para la recomendación de Indultos (1996-2000).
Fue candidato presidencial en el año 2001 por la agrupación política Causa Democrática, en alianza con el Partido Democrático Somos Perú, del exalcalde limeño Alberto Andrade. Sin embargo renuncia prematuramente a su campaña electoral.
Falleció en Lima, a las 7.20 horas del 18 de abril de 2012; sus restos fueron velados en el velatorio de la Parroquia Virgen de Fátima de Miraflores. Los restos del exdefensor fueron cremados a las diez de la mañana del 19 de abril en el cementerio Jardines de la Paz en La Molina, Lima. En ceremonia que, por deseo de sus familiares, se realizó en estricto privado. Una parte de los restos fueron esparcidos en el mar, frente al Club Regatas, y otra parte sería llevada a Arequipa, tierra de sus ancestros.